# Juan Manuel Asensi
Juan Manuel Asensi Ripoll (Alicante, 23 settembre 1949) è un ex calciatore spagnolo, di ruolo centrocampista.

## Carriera
Nella sua carriera ha giocato nell'Elche e nel Barcellona, con cui ha vinto 1 campionato spagnolo, 2 coppe di spagna e 1 Coppa delle Coppe.
Con la nazionale ha giocato 41 partite segnando 7 gol. A soli diciannove anni ha partecipato, nel 1968, ai Giochi Olimpici di Città del Messico, mettendo a referto tre presenze e nessun gol.

## Palmarès

### Club

#### Competizioni nazionali
- Campionato spagnolo: 1

Barcellona: 1973-1974
- Coppa di Spagna: 3

Barcellona: 1970-1971, 1977-1978, 1980-1981
- Coppa delle Fiere: 1

Barcellona: Finale per l'assegnazione del trofeo (1971)
- Coppa delle Coppe: 1

Barcellona: 1978-1979